# Halldor Gunnløgsson
Jakob Halldor Gunnløgsson (født 23. januar 1918 på Frederiksberg, død 12. april 1985 i Rungsted) var en dansk modernistisk arkitekt, der fra 1959 var professor i bygningskunst ved Kunstakademiets Arkitektskole.
Han var i sine tidlige år stærkt inspireret af sin svenske kollega Erik Gunnar Asplunds værker med stringente linjer og materialer af høj kvalitet. I 1942 og et par år frem arbejdede han sammen med Jørn Utzon i Stockholm for arkitekten Hakon Ahlberg.
I 1950'erne og 1960'erne var han med til at præge enfamiliehusbyggeriet i Danmark med amerikansk og traditionel japansk arkitektur som forbillede. Det kom især til udtryk i Halldor Gunnløgssons egen villa på Strandvejen 68, som han byggede til sig selv og sin hustru. Han har også tegnet huset på Elmevej 9 i Vedbæk, som er gengivet i bogen "100 huse i Hørsholm" (Kris Münster og Bent Røgind) udgivet af Hørsholm kommune.
Han har blandt andet tegnet Udenrigsministeriet (1977-80) og Tårnby Rådhus (1957-59) og Uglegårdsskolen.
I 1972 blev Geelskovparken i Søllerød bygget. Den blev i fællesskab tegnet af Halldor Gunnløgsson og Jørn Nielsen. Bebyggelsen ligger naturskønt på en skrånende bakke op til Geelskov.

## Privat
Han blev gift 1. juni 1956 i Helsingør med Ida Eline (Lillemor) Rinde (født 12. maj 1919 i Horten, Norge), datter af orlogskaptajn Olaf Rinde og Ida Eline Klaumann.
Han er begravet på Hørsholm Kirkegård.